# Ujazd (Święty Krzyż)
Ujazd is een dorp in het Poolse woiwodschap Święty Krzyż, in het district Opatowski. De plaats maakt deel uit van de gemeente Iwaniska en telt 530 inwoners.

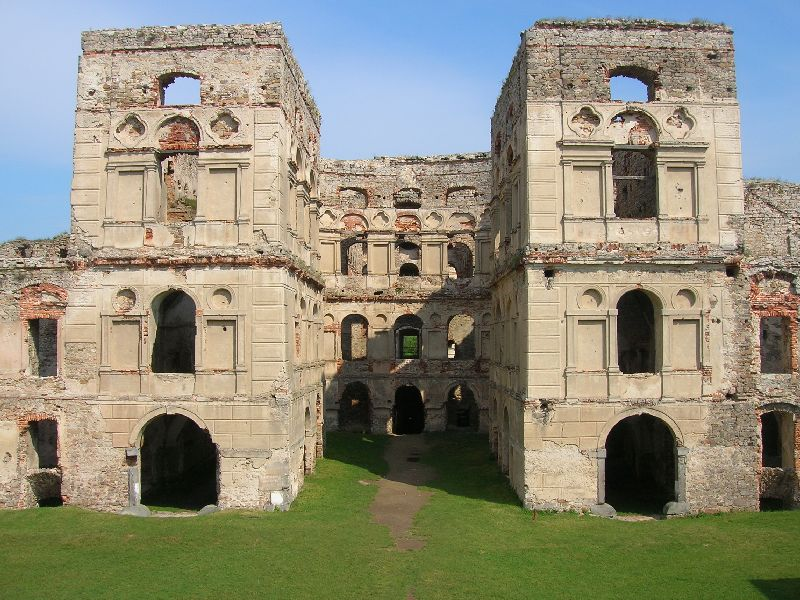
Zamek Krzyżtopór